# Paióniosz (építész)
Paióniosz (i. e. 6. század) görög építész.
Epheszoszból származott, Démétriosszal együtt befejezte az Epheszoszi Artemisz-templom templomának építését, Daphnisszal együtt pedig megépítette Apollón milétoszi templomát.